# Księga wieczysta
Księgi wieczyste – rejestr publiczny, który przedstawia stan prawny nieruchomości. Pozwala autorytatywnie ustalić, komu i jakie przysługują prawa do danej nieruchomości. Instytucja ksiąg wieczystych jest wspólna dla rodziny kontynentalnych systemów prawnych, choć ustrój ksiąg wieczystych w poszczególnych krajach znacząco się różni.

## Historia
W czasach monarchii stanowej były prowadzone poprzez sądy ziemskie, lecz w XVII w. utraciły one tę funkcję na korzyść sądów grodzkich. Po likwidacji państwowości polskiej w końcu XVIII wieku zaborcy stopniowo wprowadzali własne regulacje prawne w zakresie rejestracji ziemskich stosunków własnościowych. Na obszarze Królestwa Kongresowego obowiązywało Prawo hipoteczne Królestwa Polskiego z 1818 r. zmienione ustawą z 1825 r. W Galicji zaprowadzono księgi gruntowe regulowane ustawami z 1871 r. i 1874 r., zaś na obszarze zaboru pruskiego podstawę funkcjonowania ksiąg stanowiły trzy ustawy o księgach wieczystych z lat 1897–1899.
Nieliczne rejestry zaborcze prowadzone dla poszczególnych nieruchomości zachowują moc obowiązującą po dziś dzień, będąc księgami wieczystymi w rozumieniu obecnego prawa jako tzw. księgi dawne.

### Struktura wykazu hipotecznego w Galicji

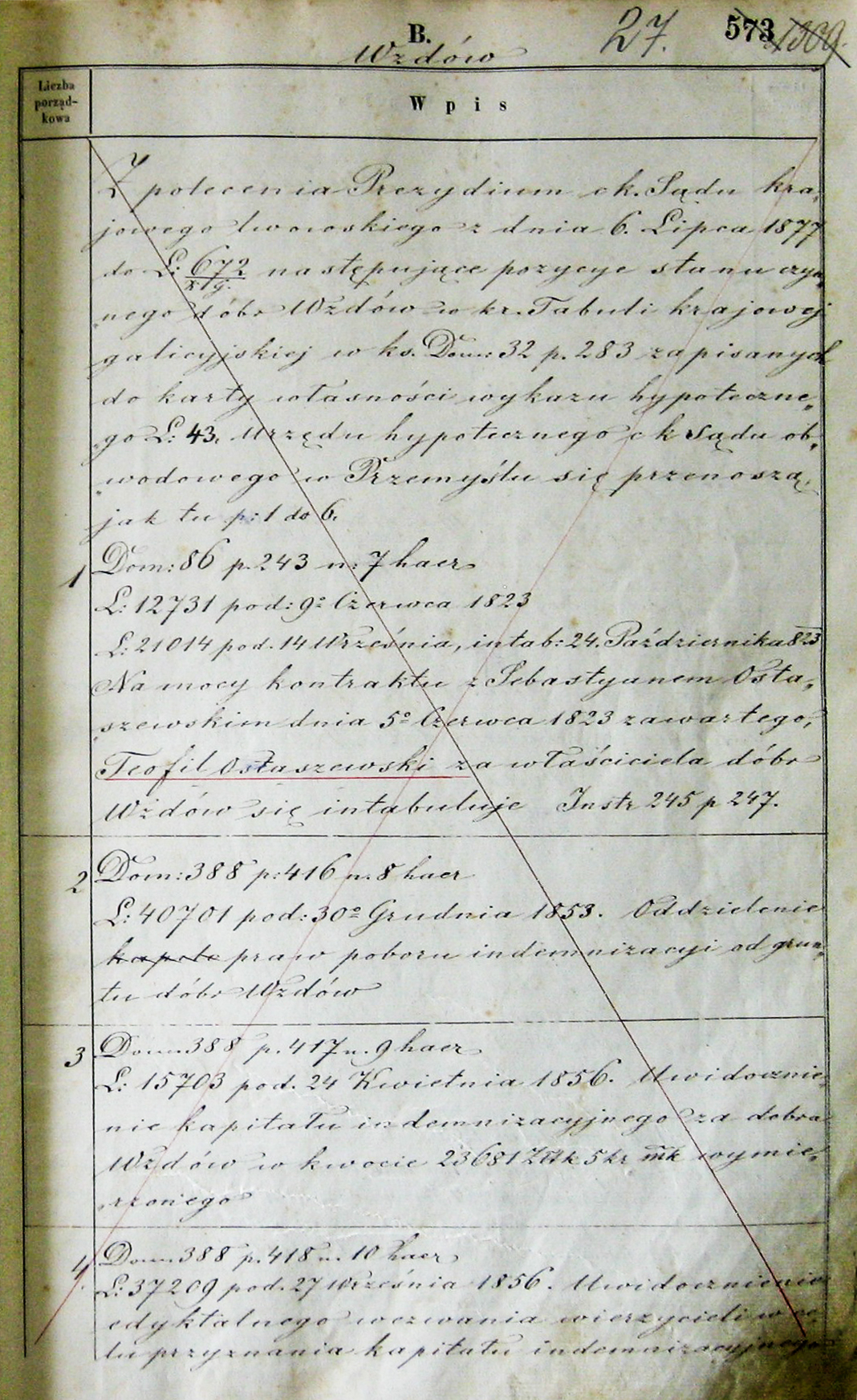
Karta „B” księgi hipotecznej dóbr Wzdów w Galicji

Wykazy hipoteczne prowadzone były dla poszczególnych nieruchomości w ramach ksiąg głównych obejmujących całe miejscowości. Często są to tomy liczące po wiele tysięcy stronic zapisywanych pismem ręcznym.
- Karta A – stan majątkowy
  - A1 – oznaczenie parcel
  - A2 – spis praw związanych z własnością nieruchomości
- Karta B – własność (oznaczenie właściciela)
- Karta C – ciężary (spis obciążeń nieruchomości)

### Struktura wykazu hipotecznego w Królestwie Polskim
Wykazy hipoteczne prowadzono w ramach ksiąg hipotecznych. Na te ostatnie składały się nadto księgi umów wieczystych oraz zbiory dokumentów.
- Dział I – nazwa i opis dóbr,
- Dział II – nazwisko właściciela, tytuł nabycia dóbr i ich wartość,
- Dział III – prawa, roszczenia i ograniczenia
- Dział IV – długi hipoteczne,

## Księgi wieczyste w Polsce
W Polsce ustrój ksiąg wieczystych reguluje ustawa z dnia 6 lipca 1982 r. o księgach wieczystych i hipotece (Dz.U. z 2025 r. poz. 341), zaś kwestie szczegółowe – Rozporządzenie Ministra Sprawiedliwości z dnia 15 lutego 2016 r. w sprawie zakładania i prowadzenia ksiąg wieczystych w systemie teleinformatycznym (Dz.U. z 2024 r. poz. 1583). Ustawa ta w zasadzie powtarza regulacje zawarte w poprzednich aktach prawnych regulujących ustrój ksiąg wieczystych w Polsce (w dekrecie z 11 października 1946 – Prawo o księgach wieczystych i w ustawodawstwie zaborczym), dość przypadkowo łącząc je z regulacją hipoteki. Postępowanie w sprawach dotyczących ksiąg wieczystych regulują art. 6261-62613 Kodeksu postępowania cywilnego.
W latach 1964–1991 księgi wieczyste prowadziły państwowe biura notarialne, jednak doświadczenie wykazało, że tylko sąd jest w stanie prawidłowo prowadzić księgi wieczyste. Od 1991 księgi wieczyste znów są prowadzone przez wydziały ksiąg wieczystych w sądach rejonowych właściwych według miejsca położenia nieruchomości („sąd wieczystoksięgowy”). Są prowadzone dla nieruchomości, a nie dla właścicieli, to znaczy, że jedna osoba może być wskazana jako właściciel w kilku księgach wieczystych, natomiast to samo prawo własności winno być wykazane w jednej i tylko w jednej księdze wieczystej. W praktyce zdarza się, że to samo prawo własności bywa wpisane w dwóch lub nawet trzech księgach – sytuację taką należy usunąć w drodze procesu o uzgodnienie treści księgi wieczystej z rzeczywistym stanem prawnym.

## Zasady ksiąg wieczystych
Instytucją ksiąg wieczystych rządzi kilka zasad. Najważniejsze z nich to:
- jawność formalna – każdy może w obecności pracownika sądu zapoznać się z treścią księgi wieczystej, w związku z czym nie można zasłaniać się nieznajomością wpisów w księdze wieczystej ani wniosków, o których uczyniono w niej wzmiankę; zasada nie rozciąga się jednak na akta księgi, które przeglądać może jedynie osoba mająca interes prawny oraz notariusz,
- domniemanie zgodności ze stanem prawnym – domniemywa się (tzn. przyjmuje za pewne, jeżeli nie zostanie udowodnione co innego), że stan prawny ujawniony w księdze wieczystej jest zgodny z rzeczywistością (tzn. że prawa wpisane istnieją, a wykreślone nie istnieją); niezgodność treści księgi wieczystej z rzeczywistym stanem prawnym może być usunięta jedynie w drodze odpowiedniego postępowania cywilnego,
- rękojmia wiary publicznej ksiąg wieczystych – w razie niezgodności między stanem prawnym ujawnionym w księdze wieczystej a rzeczywistym stanem prawnym treść księgi rozstrzyga na korzyść tego, kto przez czynność prawną z osobą uprawnioną według księgi wieczystej nabył własność lub inne prawo rzeczowe (w pewnym uproszczeniu: kupujący nieruchomość od osoby wpisanej w księdze wieczystej jako właściciel staje się jej właścicielem, nawet jeśli osoba ta w rzeczywistości właścicielem nie była; jest to wyjątek od zasady, że nikt nie może udzielić więcej praw, niż sam ma – nemo plus iuris ad alium transferre potest quam ipse habet),
- pierwszeństwo praw wpisanych – ograniczone prawa rzeczowe wpisane do księgi wieczystej mają pierwszeństwo przed takimi prawami niewpisanymi do księgi.

Dane wpisywane do księgi wieczystej dzieli się tradycyjnie według działów, w których są wpisywane. Księga wieczysta, zarówno papierowa, jak i elektroniczna, składa się z 4 działów (w rzeczywistości z pięciu, bo dział pierwszy dzieli się na dwa), w których wpisuje się:
1. dział I:
  1. dział I-O: „Oznaczenie nieruchomości” – dane pochodzące z ewidencji gruntów, pozwalające na dokładne oznaczenie nieruchomości,
  2. dział I-Sp: „Spis praw związanych z własnością” – ewentualne prawa związane z prawem własności wpisanej nieruchomości,
2. dział II – oznaczenie właściciela (właścicieli) lub użytkownika wieczystego oraz sposobu, w jaki nabył on nieruchomość,
3. dział III – ograniczone prawa rzeczowe (z wyjątkiem hipotek), ograniczenia w rozporządzaniu nieruchomością lub użytkowaniem wieczystym oraz prawa osobiste i roszczenia ciążące na nieruchomości (z wyjątkiem roszczeń dotyczących hipotek), między innymi: prawo do pierwokupu, roszczenia z zawartych umów deweloperskich lub przedwstępnych[1],
4. dział IV – hipoteki, z dokładnym określeniem wysokości, waluty, zakresu, rodzaju, pierwszeństwa i ewentualnych innych cech hipoteki.

Pewne modyfikacje w zakresie wpisów w poszczególnych działach dotyczą ksiąg prowadzonych dla ograniczonych praw rzeczowych.
Wpisów do księgi wieczystej dokonuje sąd wieczystoksięgowy w osobie sędziego lub – coraz częściej – referendarza sądowego, na podstawie złożonych wniosków, wyjątkowo tylko z urzędu. Wpis do księgi jest specyficzną formą orzeczenia sądowego i jako taki podlega kontroli instancyjnej: od wpisu oraz oddalenia wniosku o wpis zarówno wnioskodawcy, jak i uczestnikom postępowania wieczystoksięgowego służy apelacja (do sądu okręgowego) lub skarga na orzeczenie referendarza (do sądu rejonowego, w którym ten referendarz orzeka).
Przy każdej księdze wieczystej są prowadzone akta, gdzie składa się wszystkie dokumenty i pisma, które były podstawą wpisów w księdze. Akta, jak wyżej wskazano, nie są objęte zasadą pełnej jawności.
Dla nieruchomości, które nie mają założonych ksiąg wieczystych, prowadzi się tzw. zbiory dokumentów. Są to, zgodnie z nazwą, prowadzone dla poszczególnych nieruchomości zbiory dokumentów, z których wynika stan prawny nieruchomości – stan własności i obciążenia. Obecnie nie zakłada się już zbiorów dokumentów, jednak istniejące nadal zachowują znaczenie prawne.

## Dostęp elektroniczny
Od 2003 roku w Polsce była sukcesywnie prowadzona informatyzacja ksiąg wieczystych. W większości sądów wieczystoksięgowych nowe księgi były od razu zakładane i prowadzone w formie elektronicznej. Pozostałe księgi, prowadzone dotychczas w formie pisemnej były sukcesywnie informatyzowane. 16 czerwca 2010 na stronach Ministerstwa Sprawiedliwości uruchomiono publiczny system dostępowy. W tym dniu w bazie danych zapisanych było 12,1 mln spośród 18,8 mln wszystkich ksiąg wieczystych. Zakończenie przenoszenia wszystkich ksiąg wieczystych planowane było na grudzień 2014. Od 1 stycznia 2015 r. wszystkie papierowe księgi wieczyste zostały zastąpione nowoczesnym systemem informatycznym, który zmienił sposób prowadzenia ksiąg wieczystych.
Dostęp do systemu online możliwy jest poprzez stronę ekw.ms.gov.pl. Przeglądanie ksiąg wieczystych jest bezpłatne. Usługa jest płatna, jeśli składany jest wniosek o odpis, wyciąg albo zaświadczenie o zamknięciu księgi wieczystej. Aby uzyskać dostęp do księgi wieczystej, należy znać jej numer wraz z cyfrą kontrolną.

### Elektroniczne Księgi Wieczyste
System informatyczny Elektroniczne Księgi Wieczyste (system EKW), posiada podsystem EUKW, który umożliwia elektroniczne udostępnianie ksiąg wieczystych przez Internet. Obsługuje dostęp publiczny 
i branżowy, użytkowników anonimowych, jak również uwierzytelnionych.